# Bernard große Broermann
Bernard große Broermann (auch Bernard Grosse Broermann; * 20. November 1943 in Damme; † 25. Februar 2024) war ein deutscher Unternehmer und Mitgründer der Asklepios Kliniken.

## Leben
Broermann stammte aus dem Oldenburger Münsterland, wo Nachnamen mit dem Zwischenglied „große“ und „kleine“ öfter vorkommen. Er wuchs in Damme auf und studierte Medizin und Chemie bis zum jeweiligen Vorexamen in Berlin und Münster. Danach wechselte er zum Studium der Rechtswissenschaften und Betriebswirtschaft und schloss als Diplom-Kaufmann mit beiden juristischen Staatsexamina und der Zulassung als Rechtsanwalt ab. Mit der Dissertation Der Geltungsbereich der Investmentgesetzgebung wurde er 1970 zum Dr. jur. promoviert. Während des Studiums gründete er das Unternehmen „Capital Treuhand“, das SEC-kontrollierte Fonds verwaltete. Nach Abschluss seines Studiums in Berlin verkaufte er die Firma.
Anschließend besuchte Broermann die Managementschule INSEAD in Fontainebleau und die Harvard Business School in Boston und erwarb je einen MBA-Titel.
Von 1970 bis 1976 arbeitete er bei der Wirtschaftsprüfungsgesellschaft Ernst & Whinney (heute Ernst & Young) in Boston und Frankfurt und qualifizierte sich zum Steuerberater und Wirtschaftsprüfer. Ab 1976 war er selbstständig als Rechtsanwalt und Wirtschaftsprüfer tätig und mit Ernst & Whinney assoziiert. Im Mandantenauftrag war er am Aufbau einer US-Krankenhauskette mit elf Objekten (Pacific Health Corp.) beteiligt. Sein Vermögen wurde Anfang 2021 auf 5,1 Milliarden Dollar geschätzt.
Broermann war ab 1963 Mitglied der katholischen Studentenverbindung KAV Suevia Berlin. Er war in zweiter Ehe verheiratet und hatte vier Kinder, zwei erwachsene Töchter aus erster Ehe und zwei Söhne aus zweiter Ehe.

## Asklepios Kliniken
1984 gründete Broermann mit Lutz Mario Helmig die Asklepios Kliniken GmbH. Helmig löste zehn Jahre später seinen Anteil aus der Kette und gründete die Helios-Kliniken (später von Fresenius übernommen). Die Asklepios-Klinik-Gruppe wurde durch Übernahmen von privatisierten Kliniken seit den 1990ern deutlich ausgebaut.
1988 wurde die Dr.-Broermann-Stiftung gegründet, deren Zweck eine Förderung der Prävention sein soll.
Ende 2014 übernahm die Dr. Broermann Hotels & Residences GmbH das Hotel Atlantic Kempinski in Hamburg. Die Gesellschaft betreibt in Königstein im Taunus mit der Villa Rothschild und dem Falkenstein Grand Kempinski zwei weitere 5-Sterne-Häuser. Diese Hotels sollten mit dem Atlantic zu einer Gruppe zusammengefasst werden. Schon seit Jahren war immer wieder über einen anstehenden Verkauf des Atlantic spekuliert worden. Laut Broermann sei keines seiner Hotels geplant gewesen. Alle würden sich selbst tragen, seien aber zu klein für eine nachhaltig funktionierende Organisation gewesen. Durch das Atlantic könne eine eigenständige Gruppe aufgebaut werden, die von Asklepios völlig getrennt sein werde.
2018 erwarb die Dr. Broermann Hotels & Residences GmbH zudem das Grand Hôtel Suisse Majestic Montreux sowie den Hotelkomplex Fairmont Le Montreux Palace in der Schweiz.

## Broermann Medical Innovation Award
Im Oktober 2024 wurde der Broermann Medical Innovation Award initiiert. Die Bewerbungsphase begann im Januar 2025 und soll im selben Jahr erstmals verliehen werden. Das Preisgeld beläuft sich auf eine Million Euro.
Die Broermann gemeinnützige GmbH fungiert als Stifterin des Preises, während die Organisation der Verleihung durch das Universitätsklinikum Gießen und Marburg erfolgt. Das Vergabekomitee setzt sich aus mehreren Professoren der Universitäten Gießen und Marburg zusammen, ergänzt durch Vertreter der Max-Planck-Gesellschaft, der Fraunhofer-Gesellschaft und der Leibniz-Gemeinschaft sowie einen Repräsentanten von Asklepios.

## Schriften
- Der Geltungsbereich der Investmentgesetzgebung. Dissertation. Duncker und Humblot, Berlin 1970.
- Immobilien in USA. Moderne Industrie, Zürich 1979, ISBN 3-478-32530-7.
- mit Stephan Moll: Hessisches Krankenhausgesetz 1989 (HKHG). Kommentar. Gehlen, Bad Homburg vor der Höhe 1995, ISBN 3-441-91490-2.
- Leidenschaft für Gesundheit: Wie wir dafür sorgen können, dass Krankheiten gar nicht erst entstehen, um für möglichst viele ein Leben in Gesundheit zu erreichen. Autobiografie. Finanzbuchverlag, München 2023.